# Bikok
Pour les articles homonymes, voir Bikok (homonymie).
Bikok est une commune du Cameroun située dans la région du Centre et le département de la Méfou-et-Akono.
La commune de Bikok est située en plein cœur de la région du Centre. Elle est limitée par les communes d'Akono, de Mfou et de Yaoundé III, des départements de la Méfou-et-Afamba et du Mfoundi. C'est quelque peu une banlieue de la ville départementale de Mbalmayo et de la capitale politique Yaoundé.

## Population
Lors du recensement de 2005, la commune comptait 16 278 habitants, dont 1 414 pour Bikok proprement dit.
Bikok est peuplé de grands groupes ethniques tels que les Etenga, les Bene et les Ewondo. Cette complexité relative n'entame en rien le concept englobant de communauté linguistique qui unit les entités.

## Organisation
Outre Bikok et ses quartiers, la commune comprend les villages suivants :
- Abang
- Abang-Mindi
- Abili
- Akok-Bekoe
- Alen
- Andock
- Bikolog Bikome II
- Bikop
- Bilone
- Ebakoa
- Ebang-Mengong
- Eboug-Menyou
- Essazok II
- Evindissi I
- Evindissi II
- Koulboa
- Manmenyi
- Mbadoumou I
- Mbadoumou II
- Mbanga
- Mbal-Elon
- Mbaka'a
- Melen
- Mendong
- Meyila
- Mfoumenselek I
- Mfoumenselek II
- Mvou Nkeng I
- Ngamba
- Ngoulmakong
- Nkele-Assi
- Nkil Ntsam I
- Nkil Ntsam II
- Nko-Ebe
- Nkol-Melen
- Nkol-Messi
- Nkol-Nsoh
- Nkolngok I
- Nkolnguet
- Nkong Dougou I
- Nkong Dougou II
- Nkong Dougou III
- Nkong Dougou IV
- Nkong Dougou V
- Nkong Dougou VI
- Nkong Nen I
- Nkong Nen II
- Nkongbimvia
- Nsoh
- Ntouessong
- Ntoumba
- Ntoun
- Nyiemeyong
- Nyomo
- Okode I
- Okode II
- Oloa
- Oman I
- Onangondi
- Ozom
- Song Mimbias
- Vegbe I
- Vegbe II
- Zoatoupsi

## Personnalités nées à Bikok
- Vanessa Mballa Atangana, judokate